# EXILE CATCHY BEST
EXILE CATCHY BEST（放浪節奏精選）是EXILE第2張精選專輯，於2008年3月26日發售。

## 解說
- 將2008年命名為「EXILE PERFECT YEAR 2008」的EXILE所發行的2008年預定發售的3張精選專輯的第1張。以「CD+DVD」和「CD only」2種型態發售。

- CD收錄有EXILE PERFECT YEAR 2008的主題曲「Overture for EXILE PERFECT YEAR」，加上平常將他們所稱呼的「EX式節奏」的節奏輕快的流行路線的歌曲，包含第一章的歌曲。第一章的歌曲全部重新錄製過、某些地方經過重新編曲。另外收錄翻唱自1979年的電影版動畫「銀河鐵道999」的主題曲，同時是GODIEGO（日文：ゴダイゴ）的歌曲「銀河鐵道999（THE GALAXY EXPRESS 999）」，此一歌曲是由VERBAL加上Rap的版本，並且成為日本當地「麒麟ZERO」廣告曲。

- DVD中收錄第二章以後的PV、新歌「Pure」和EXPG各校、全日本各地的舞蹈學校的少年舞者約1000人演出，將2個PV做成1個故事的約15分鐘的長編PV「Choo Choo TRAIN」&「銀河鉄道999 feat.VERBAL|VERBAL (m-flo) 」、波士頓紅襪隊的松坂大輔所演出的「real world」、再編輯過的「時光碎片（CATCHY BEST Version）」的PV等。另外還有各PV的後製影片，初回盤更收錄「Pure」 LISMO Recommend EXILE（LISXILE Version）。

## 收錄歌曲

### DISC1:CD
- ※···第一章的歌曲

1. Overture for EXILE PERFECT YEAR (Inst.) 
（作曲：中野雄太　編曲：中野雄太）
2. Choo Choo TRAIN ※
（作詞：佐藤ありす　作曲：中西圭三　編曲：華原大輔）
3. Fly Away ※
（作詞：SASA　作曲：SASA　編曲：中野雄太）
東京電視系「北京奧運」轉播主題曲
4. Together ※
（作詞：EXILE&加藤健　作曲：原一博　編曲：h-wonder）
5. Carry On ※
（作詞：SHUN　作曲：原一博　編曲：春川仁志）
6. real world ※
（作詞：加藤健　作曲：山口寛雄　編曲：中野雄太）
7. HERO ※
（作詞：SHUN　作曲：原一博　編曲：川端良征）
8. EXIT ※
（作詞：秋元康　作曲：原一博　編曲：華原大輔）
日本電視系日劇「女王的教室」主題曲
9. Everything
（作詞：ATSUSHI　作曲：h-wonder　編曲：h-wonder）
朝日電視系日劇「家人〜妻子的不在、丈夫的存在〜」主題曲
10. WON'T BE LONG feat.NEVER LAND
（作詞：Bro.KORN　作曲：Bro.KORN　編曲：h-wonder）
11. SUMMER TIME LOVE
（作詞：ATSUSHI　作曲：真白リョウ　編曲：水島康貴）
日本電視系「GOOD LOOKIN′CLUB」2007年5月度片尾曲
12. 時光碎片
（作詞：宮地大輔　作曲：宮地大輔　編曲：宮地大輔）
富士電視系日劇「山女壁女」主題歌
13. I Believe
（作詞：TAKAHIRO　作曲：淺田將明　編曲：淺田將明）
14. Pure
（作詞：ATSUSHI　作曲：春川仁志　編曲：春川仁志）
au「LISMO」廣告曲
au「W54S型手機」廣告曲
15. You're my sunshine
（作詞：TAKAHIRO　作曲：原一博　編曲：原 一博）
16. 銀河鉄道999 feat.VERBAL|VERBAL (m-flo)
（作詞：奈良橋陽子、山川啓介　作曲：タケカワユキヒデ　RAP詞：VERBAL　編曲：中野雄太）
KIRIN「麒麟 ZERO」廣告曲

### DISC2:DVD
- Video Clip

1. Choo Choo TRAIN（New Version）
2. 銀河鐵道999 feat.VERBAL (m-flo)
3. real world（New Version）
4. Everything
5. SUMMER TIME LOVE
6. 時光碎片（CATCHY BEST Version）
7. I Believe
8. Pure

- PV Making

1. Choo Choo TRAIN（New Version） (Making)
2. 銀河鐵道999 feat.VERBAL (m-flo) (Making)
3. real world（New Version） (Making)
4. Everything (Making)
5. SUMMER TIME LOVE (Making)
6. I Believe (Making)
7. Pure (Making)

- Bonus影像※

1. 「Pure」LISMO Recommend EXILE（LISXILE Version）

- ※只有初回盤收錄。